# Tanjuang Alam
Tanjuang Alam is een bestuurslaag in het regentschap Tanah Datar van de provincie West-Sumatra, Indonesië. Tanjuang Alam telt 7996 inwoners (volkstelling 2010).